# Melchor Ocampo (Nuevo León)
Melchor Ocampo é um município do estado de Nuevo León, no México. 
Em 2005, o município possuía um total de 1.052 habitantes.